# ويليام ألونسو
ويليام ألونسو (بالإنجليزية: William Alonso)‏ هو اقتصادي أمريكي، ولد في 29 يناير 1933 في بوينس آيرس في الأرجنتين، وتوفي في 11 فبراير 1999 في بوسطن في الولايات المتحدة.

## وصلات خارجية
- ويليام ألونسو على موقع الموسوعة البريطانية (الإنجليزية)